# 中村静香
中村 静香（なかむら しずか、1988年9月9日 - ）は、日本のタレント、グラビアアイドル、女優。美少女クラブ31、ティーンエイジクラブ（活動休止中）のメンバー。
京都府宇治市出身。オスカープロモーション所属。

## 来歴
2002年4月に藤井隆とYOUが司会を務めたよみうりテレビ『プチドル』で、アイドル予備軍のメンバーを集めた「プチドル隊」の一員として芸能活動を開始する。グループの中では当時13歳の最年少であった。8月にプチドル隊としてCDを発売すると「ヤッホー!恋した的なマイハート」でメインボーカルの1人として抜擢され、歌唱披露の際にセンターポジションを務めた。
2003年に第9回全日本国民的美少女コンテストの決勝に進出した。以降オスカープロモーションに所属して、美少女クラブ31の前身となる美少女クラブ21結成時の一員となる。
2004年8月にティーンエイジクラブに加わりグループとしてグラビア活動した。
2005年5月に初のソロ写真集『WATER COLOR』を発売する。
2006年は、8月に初のソロDVD『ほ・ん・の・り』を発売し、9月2日に初のDVD発売記念イベント（トーク&握手会）を、秋葉原のヤマギワソフト・ソフト館で行った。10月に上野樹里主演で安田真奈監督の『幸福のスイッチ』で映画に初出演する。
2010年9月にオスカープロモーションの公式SNS、be amie 中村静香 でブログを開設する。
2011年3月にアートネイチャー・マープナチュレのCMで、テレビCMに初めて出演する。
2013年は、7月に雑誌『CanCam』（小学館）2013年7月号の“ぷに子”特集で、代表的な“ぷに子”アイドルとして取り上げられた。8月に映画『劇場版 獣電戦隊キョウリュウジャー ガブリンチョ・オブ・ミュージック』で、歌手「天野美琴」(Meeko) 役を演じ、劇中曲の「Dino Soul」を発売してソロCDデビューする。劇中やテレビ版『獣電戦隊キョウリュウジャー』（テレビ朝日）で歌唱を披露した。
2014年は、4月12日にゴッドタンの飲み姿カワイイグランプリで3連覇し、番組公認の殿堂入りとなる。9月9日に26歳を迎え、公式アメーバブログを開設した。
2015年3月21日にABCテレビ『敏感探偵ジャスミン 〜熱海小説家殺人事件〜』のジャスミン役で、ドラマに初主演する。主題歌「ゴッドパイのテーマ」のボーカルも担当する。
2016年から宇治市観光大使を務める。

## 人物
- 趣味は、読書、スポーツ[6]、筋トレ、楽しく酒類を呑むこと。特技はアルトサックス[6]、筋肉の名称を言えること[10]、あやとり。
- チャームポイントは、Fカップのバストと長い手足。いわゆる巨乳とされる胸について自身も「大きいマシュマロ」と自負した[11]。
- 名前は『ドラえもん』の源静香に由来する[12]。
- 筋トレが大好きな父親の影響を受けて育つ。好きなスポーツはサッカー。学生時代はブラスバンド部と吹奏楽部で活動した。
- 好きな作家は東野圭吾。好物は甘い食べ物、酒類、猫、水色など。酒類はビール、ワイン、日本酒など幅広く嗜む。実家で猫を数匹飼育する。
- 酒類を摂るととても陽気になる。その長所を生かして、酔った姿の可愛さを競う企画『アイドル飲み姿カワイイGP』（ゴッドタン、テレビ東京）に出演し、第1回から第3回まで3連覇した。
- 2005年12月にホノルルマラソンを5時間09分52秒で完走[13][14]する。
- 休日は料理教室に通い、パンや製菓などの調理技術を習得している。2014年にパンのABCクッキングスタジオ資格「ブレッドライセンス」を取得した。

## 出演

### 映画
- 幸福のスイッチ（2006年、東京テアトル） - 稲田香 役
- 心の絆〜この海から、ふたたび〜
- THE MASKED GIRL 女子高生は改造人間（2008年8月、渋谷Q-AXシネマ） - 片桐由美 役
- 都市霊伝説 幽子（2011年9月17日公開、ムービープラネット、小沼雄一監督） - 前田美花 役
- 新スパイガール大作戦〜惑星グリーゼの反乱〜（2012年8月4日公開、ムービープラネット）
- 劇場版 獣電戦隊キョウリュウジャー ガブリンチョ・オブ・ミュージック （2013年） - 天野美琴 / Meeko 役[注 3]
- アラグレII（2014年） - 久能仁恵 役
- 太秦ライムライト（2014年） - メグ 役
- てぃだ いつか太陽の下を歩きたい（2022年9月2日、エムエフピクチャーズ） - 吉岡里美 役[15]
- レディ加賀（2024年2月9日、アークエンタテインメント） - 星野麻衣 役[16][17]
- 私が俺の人生!?（2024年7月19日、エフエムピクチャーズ）[18]
- 劇場版「緊急取調室 THE FINAL」（2025年12月26日公開予定、東宝） - かやの 役[19][20][21]

### テレビドラマ
- 天使の悪戯（2007年2月9日・3月9日、MBS） - 宇佐美籐子 役
- ライフ〜壮絶なイジメと闘う少女の物語〜（2007年6月30日 - 9月15日、フジテレビ） - 信川美紗 役
- ドラマ24 コスプレ幽霊 紅蓮女（2008年1月11日 - 3月28日、テレビ東京） - 後藤沙織 役
- 正義の味方（2008年7月9日 - 9月10日、日本テレビ） - 小松響子 役
- Q.E.D. 証明終了（2009年1月8日 - 3月12日、NHK総合） - 香坂まどか 役
- トミカヒーロー レスキューファイアー（2009年4月4日 - 2010年3月27日、テレビ愛知） - 杉山タマミ 役
- ラストメール 2（2009年10月15日 - 12月17日、BS朝日） - ヒロイン・長谷川静果 役
- あり得ない!（2010年3月17日、MBS） - エコピンク 役
- 美丘-君がいた日々-（2010年7月10日 - 9月18日、日本テレビ） - 佐々木直美 役
- 家族法廷 第7話（2011年6月8日、BS朝日） - 緑川志織 役
- 勇者ヨシヒコと魔王の城 第6話（2011年8月13日、テレビ東京） - リエン 役
- ここが噂のエル・パラシオ（2011年10月 - 12月、テレビ東京） - 浅野陽向 役
- ビターシュガー（2011年10月18日 - 12月20日、NHK総合） - 小糸 役
- 白戸修の事件簿（2012年1月 - 3月、TBS） - 赤川莉央 役
- 嘆きの美女（2013年1月 - 3月、NHK BSプレミアム） - 水木優子 役
- 土曜ワイド劇場 法医学教室の事件ファイル（テレビ朝日） - 伊吹南 役
  - 法医学教室の事件ファイル36（2013年3月30日）
  - 法医学教室の事件ファイル37（2013年11月9日）
  - 法医学教室の事件ファイル38（2014年10月4日）
  - 法医学教室の事件ファイル39（2014年10月18日）
  - 法医学教室の事件ファイル40（2015年2月14日）
  - 法医学教室の事件ファイル41（2015年11月28日）
  - 法医学教室の事件ファイル42（2016年9月10日）
  - 法医学教室の事件ファイル43（2017年6月29日）
  - 法医学教室の事件ファイル44（2018年8月12日）
  - 法医学教室の事件ファイル45（2018年11月18日）
  - 法医学教室の事件ファイルスペシャル（2019年6月23日）
- 裁判長っ!おなか空きました! 第8話（2013年11月24日、日本テレビ） - 君沢直子 役
- 獣電戦隊キョウリュウジャー 第39話（2013年12月1日、テレビ朝日） - 天野美琴（Meeko） 役
- 緊急取調室（テレビ朝日） - かやの 役
  - 緊急取調室 FIRST SEASON（2014年1月 - 3月）
  - 緊急取調室 ドラマスペシャル（2015年9月27日）
  - 緊急取調室 SECOND SEASON（2017年4月 - 6月）
  - 緊急取調室 3rd SEASON（2019年4月 - 6月）
  - 緊急取調室 4th SEASON（2021年7月 - 9月）
  - 緊急取調室 新春ドラマスペシャル（2022年1月3日）
- 私の嫌いな探偵 最終話（2014年3月7日、テレビ朝日） - 大崎茜 役
- ワオ 第3回（2014年4月15日、フジテレビ）
- 花咲舞が黙ってない 第1シリーズ 第5話（2014年5月14日、日本テレビ） - 島崎圭子 役
- ごめんね青春!（2014年10月 - 12月、TBS） - 原エレナ 役
- 信長の来る部屋（2015年1月4日、メ〜テレ他） - 武田翔子 役
- 敏感探偵ジャスミン〜熱海小説家殺人事件（2015年3月21日・3月28日、ABC） - 主演・ジャスミン 役
- 天使と悪魔-未解決事件匿名交渉課-（2015年4月 - 6月、テレビ朝日） - 恵庭茜 役
- ワイルド・ヒーローズ（2015年4月 - 6月、日本テレビ） - 森山花 役
- 僕らプレイボーイズ　熟年探偵社（2015年7月 - 9月、テレビ東京） - 磯貝美由紀 役
- 恋の時価総額（2015年10月 - 12月、BSスカパー!） - 赤葉愛莉 役[22]
- 三人兄弟 第3話 - 5話（2015年10月 - 11月、メ〜テレ） - 姫野ダイヤ 役
- 怪盗 山猫 第3話（2016年1月30日、日本テレビ） - 赤松杏里 役・セシリア 役
- 毒島ゆり子のせきらら日記（2016年4月 - 6月、TBS） - 桑原ナナミ 役
- ナイトヒーロー NAOTO 第3話（2016年4月30日、テレビ東京） - 三嶋里奈 役
- 月曜名作劇場（TBS）
  - 天下御免トラック野郎 銀ちゃんの事件街道!（2016年9月26日） - 谷村琴乃 役
  - 内田康夫サスペンス「警視庁岡部班」 - 松岡千秋 役
    - 倉敷殺人事件（2017年11月27日）
    - 多摩湖畔殺人事件 (2018年11月12日)
- 家政夫のミタゾノ 第1シリーズ 第4話（2016年11月11日、テレビ朝日） - 勅使河原（玉置）美津子 役
- 勇者ヨシヒコと導かれし七人 第6話（2016年11月12日、テレビ東京） - 女盗賊ローゼ 役
- 上田×下田 〜モテない理由が分かる恋愛データドラマ〜（2017年4月1日、日本テレビ） - 中田 役
- アシガール 第4話（2017年10月14日、NHK総合） - ふき 役
- 刑事ゆがみ 第9話（2017年12月7日、フジテレビ） - 女性技官 役
- 日曜ワイド「将軍刑事」（2018年1月21日、テレビ朝日） - 茶屋乙美 役
- 大阪環状線 Part4 ひと駅ごとのスマイル 第8話「今宮:引きずり女は福を呼ぶ」（2018年12月8日、関西テレビ[注 4]） - 水嶋瞳 役
- トレース 科捜研の男 第7話（2019年2月18日、フジテレビ） - 小貫貴子 役
- やじ×きた 元祖・東海道中膝栗毛 第11話「流し目遊女の誘惑（京）」（2019年6月15日、BSテレ東） - 茜 役
- 名古屋行き最終列車2019サマーver.（2019年8月、メ～テレ）
- 連続ドラマW「大江戸グレートジャーニー 〜ザ・お伊勢参り〜」第4話（2020年6月27日、WOWOW） - おりん 役[23]
- 片恋グルメ日記（2020年10月12日 - 12月14日、TOKYO MX） - 恩田くみ 役
- ポップUP!ドラマ 昼上がりのオンナたち 第4話「リベンジ」（2022年6月10日、フジテレビ） - 石川愛未 役[24]
- 恋と弾丸（2022年10月28日 - 12月23日、MBS） - 蝶子 役[25]
- おかしな刑事 26「年忘れ!!大感謝スペシャル」（2022年12月27日、テレビ朝日） - 来島くるみ 役
- サブスク不倫（2023年11月10日 - 12月15日、MBS） - 加島絵里子 役[26]
- 大河ドラマ 光る君へ 第1回・第2回（2024年1月7日・14日、NHK） - 藤原遵子 役[27]
- ナースが婚活 第6話（2024年2月16日、テレビ東京） - 福田風花 役[28]
- クラスメイトの女子、全員好きでした 第2話 - 第4話（2024年7月18日 - 8月2日、読売テレビ・日本テレビ）[29] - 白川梓 役

### 配信ドラマ
- 金魚妻（2022年2月14日配信、Netflix） - 志村優香 役

### バラエティ・情報番組
レギュラー・複数出演
- 恋愛百景（2006年10月 - 2009年9月、テレビ朝日）
- ゴッドタン「アイドル飲み姿カワイイグランプリ」[30]「いちゃまんグランプリ」他（2013年7月 - 、テレビ東京）
- すぽると!（2014年4月 - 2015年3月、フジテレビ） - 毎週月曜日[注 5] のコーナーナビゲータ、「ボアソルチ静香」としてレギュラー出演。
- 七人のコント侍（2015年4月 - 5月、NHK BSプレミアム）毎週金曜日　第9期メンバーとしてレギュラー出演。
- お願い!ランキング（2014年12月17日、2015年4月23日、6月2日、6月9日、テレビ朝日）
- 世界の日本人妻は見た!（2015年 - 、TBS）　再現ドラマの妻役として出演。
- 痛快TV スカッとジャパン（2015年、フジテレビ）　再現ドラマの悪役で主に北条里菜（りなっしー役）として出演。
- 中村静香、相席します。（2017年9月30日・10月7日[31]、テレビ大阪他）
- ランニングエンターテインメント サブ4!!（2018年4月5日 - 、BS日テレ）
- カイモノラボ（TBS、2019年5月 - 2025年3月） - MC[32]
- スナック胸キュン1000％ ママこの人つれてきた! （2019年4月5日 - 2020年9月27日、BS12）[33] - ママ 役

ゲスト・単発出演
- クリッククラップ（2008年5月19日 - 5月23日、テレビ東京）
- 志村けんのバカ殿様（2013年1月11日、フジテレビ）
- 和風総本家（2013年4月25日、2014年4月24日、テレビ大阪）
- チビリンピック小学生8人制サッカー全国決勝大会（2013年5月19日、BS朝日） - 番組応援サポーター
- そんなバカなマン（2014年4月1日、フジテレビ）
- クイズ30〜団結せよ!〜（2014年5月11日、フジテレビ）
- NexT（2014年5月21日、日本テレビ）
- 大人のKISS英語（2014年7月6日、フジテレビ）
- ネプリーグ（2014年7月28日、フジテレビ）
- それゆけ!ゲームパンサー!（2014年7月31日・8月7日、日本テレビ）
- 出川哲朗のリアルガチ（2014年8月24日、テレビ東京）
- 24時間テレビ（2014年8月30日、日本テレビ）
- 前説王（2014年9月2日、テレビ朝日）
- にじいろジーン（2014年9月20日、関西テレビ）
- ジャマウォーズ（2014年10月1日、日本テレビ）
- しくじり先生 俺みたいになるな!!（2014年10月3日、10月10日、2015年1月2日、テレビ朝日）
- 芸能界もしもアワード2014年秋（2014年10月5日、テレビ朝日）
- 人狼〜嘘つきは誰だ?〜（2014年10月8日、フジテレビ）
- 東京天罰団〜それを言っちゃあオシマイよ〜（2014年10月28日、日本テレビ）
- びっくりぃむ（2014年11月9日、テレビ朝日）
- 中居正広のミになる図書館（2014年11月18日、テレビ朝日）
- プレバト!!（2014年12月4日、TBS）
- クイズプレゼンバラエティー Qさま!!（2014年12月15日、テレビ朝日）
- 奇跡体験!アンビリバボー（2014年12月18日、フジテレビ）
- 逆向き列車（2014年12月26日、テレビ東京）
- 志村座（2014年1月7日、フジテレビ）
- タカトシWADAIの王国（2015年1月22日、TBS）
- ツボ娘（2015年2月4日、TBS）
- 突撃!アッとホーム（2015年2月14日、NHK総合）
- 水曜日のダウンタウン（2015年2月18日、4月22日、TBS）
- ジャニ勉（2015年2月18日、関西テレビ）
- ダウンタウンDX（2015年3月12日、読売テレビ）
- BOMBER-ME（2015年3月17日、メ〜テレ）
- 浜ちゃんが!（2015年3月26日 - 、読売テレビ）
- ガリゲル（2015年4月4日、読売テレビ）
- 輝きyell!（2015年4月25日、日本テレビ）
- 今夜もドル箱（2015年 - 、テレビ東京）
- ソレダメ!〜あなたの常識は非常識!?〜（2015年 - 、テレビ東京）
- ニノさん（2015年 - 、日本テレビ）
- ドラGO!（2015年 - 、テレビ東京）
- メッセンジャーの○○は大丈夫なのか?（2015年12月10日、毎日放送）
- おとな旅あるき旅（2015年12月5日・2時間半スペシャル、2016年2月13日、テレビ大阪）
- オールスター感謝祭（2016年4月9日、TBS）
- ニュース女子（2016年5月2日、DHCシアター）
- アイ・アム・冒険少年（2016年8月31日、脱出島スペシャルinパラオ、TBS）
- ジャルやるっ!（2016年12月2日・9日、ジャル大センター試験、関西テレビ）
- わがまま！気まま！旅気分[34]（BSフジ）
  - 静香&麻衣が行く 会津カワイイ旅（2016年12月17日）
  - お堅いだけじゃない 型破りなミュージアムめぐり（2017年11月25日）
- 鉄道紀行 ニッポンぶらり鉄道旅 第124回（2018年3月15日、NHK BSプレミアム） - 旅人
- スマイルすきっぷ〜明日の元気をフルチャージ!〜（2019年3月29日、TBS）
- 週末極楽旅（2022年1月12日、BS日テレ）
- 土曜スペシャル ニューヨークの入浴旅4 紅葉の貸し切り温泉争奪戦! in信州（2023年11月4日、テレビ東京）
- 全力!脱力タイムズ（2024年9月27日、フジテレビ）

### CM・広告
- アートネイチャー・マープナチュレ（2011年3月 - ） - 高部あいと共演
- グリコ乳業・ドロリッチ（2012年10月 - 2013年3月） - 第1期メンバーとして、丸高愛実、遠野千夏、柴小聖、西田麻衣らと共演[35]
- 週刊SPA!・日本酒「俺の夜」（2014年3月 -2014年8月） - 週刊SPA!と月桂冠のコラボで誕生した、日本酒「俺の夜」のイメージキャラクターに任命。誌面にて掲載された。期間限定販売。
- KLabGames・天空のクラフトフリート（2014年12月 - 2015年3月） - 自身初の単独出演CM、ゲームのイメージキャラクターに任命。同作のキャラクター「フィーデル」の衣装を纏っている。
- 日産自動車・「X-TRAIL」インフォマーシャル（2017年7月 - 9月） - テレビドラマ「カンナさーん!」（TBS）内限定
- プラスチック・ホンダ「Nale」（2022年6月 - ）

### ラジオ
- DJ Tomoaki's Radio Show!・下北FM88.8MHz（2014年1月30日） - アシスタントMCとして出演　共演：大蔵ともあき　他ゲスト
- キックス・イオンモール甲府昭和にて公開生放送・山梨ラジオ（2014年3月9日） - 共演：いしいそうたろう、髭男爵、原香織里
- アッパレやってまーす!・MBSラジオ（2014年7月10日） - 共演：城島茂、次長課長、小嶋真子
- だめだめラジオ天使のお言葉・NHKラジオ第1放送（2014年9月20日） - 共演：ロッチ

### 舞台
- 『舞台「一騎当千」』（2012年11月30日 - 12月9日、銀座博品館劇場） - 主演・孫策伯符 役
- 劇団マツモトカズミ第三回公演『読モの掟！』（2014年5月28日 - 6月1日、新宿村LIVE） - 由良 役
- imgAct5『明日の卒業生たち』（2023年4月8日 - 16日、すみだパークシアター倉） - 主演・中村幸子 役[36]
- 劇団TEAM-ODAC 第42回本公演『舞台・破天荒フェニックス〜2023〜』（2023年12月6日 - 12日、こくみん共済 coop ホール／スペース・ゼロ） - 鮫島彩子 役[37]
- img Act7『ありのままに生きろ。今』（2024年4月5日 - 5月2日、ABCホール 他） - 桐山カナ 役[38]
- タクフェス 第12弾『夕 -ゆう-』（2024年11月1日 - 12月12日、サンシャイン劇場 他） - 高橋薫 役[39]
- 舞台『全員犯人、だけど被害者、しかも探偵』（2025年4月23日 - 29日、博品館劇場） - 志賀川加奈恵 役[40]
- ゼブラ（2025年8月20日 - 24日〈予定〉、シアターサンモール）[41]

### 新聞
- 朝日新聞 旬「萌えキャラ、時に男気スイッチ」（2011年11月5日夕刊）

### ゲーム
- WCCF15－16（セガ・インタラクティブ、2016年稼働） - 秘書 役[42]

### 雑誌
（過去掲載された誌名より）
- ヤングチャンピオン
- ヤングアニマル
- ヤングキング
- ヤングマガジン
- アサヒ芸能
- 週刊実話
- 週刊大衆
- EX大衆
- 週刊文春
- 週刊プレイボーイ
- 週刊SPA!
- フライデー
- FLASH
- EX MAX
- BOMB
- an・an
- smart
- VoCE
- 月刊エンタメ
- 東京ウォーカー
- サッカーゲームキング
- サッカーダイジェスト
- 週刊ジョージア
- ソフトダーツバイブル
- MAMOR
- UOMO
- Gainer
- CAPA
- 黄金のGT
- TVぴあ
- ザ・テレビジョン

### Web
- Game-1 グランプリ Part3 モッテコ書店 出演（2009年11月25日）
- リクルート・Yahoo! JAPAN -R25 「今週の彼女」（2012年7月5日発行フリーペーパー掲載）
- リクルート・Yahoo! JAPAN -R25 「中村静香理想の鍋デートは…」（2014年11月20日発行フリーペーパー掲載）
- Amebaスタジオプレミアム放送（2014年3月29日、9月9日）
- ニコニコ生放送「人狼のエキスパートが人狼をやってみた〜DVD発売記念〜」（2014年10月3日）
- NOTTV「オサレさん」（2015年2月16日）
- メンズスキンケア大学「男の恋愛相談室」コラム掲載（2014年11月 - 2015年2月）
- toto「予想コラム掲載」（2015年4月）
- ぶらり路上プロレス（2016年12月 - 、#03 - 04、Amazonプライム・ビデオ） - 旅人
- 坂上忍流ディープな夜遊び（2017年4月14日 #12 - Amazonプライム・ビデオ） - 第12話
- 亀田興毅に勝ったら1000万円（2017年5月7日、AbemaTV） - リングサイドレポーター[43]
- アベマ大縁日〜人気番組勢ぞろい！神宮花火大会生中継で豪華プレゼント大放出SP〜（2018年8月11日、AbemaTV）[44]
- 大人の恋愛地図 Supported by 東京カレンダー（2021年10月14日、ABEMA） - 月野千春 役

### オリジナルビデオ・DVD
- 心霊写真部（2010年、ハピネット） - 二宮佳夕 役

### その他
- パチスロ「ラブ嬢」（2013年・オリンピア）

## 作品
各グループとしての作品は、それぞれの項目を参照。

### 写真集
- WATER COLOR（2005年5月31日、近代映画社、撮影：本多誠）ISBN 4764820374
- Life（2008年11月1日、彩文館出版、撮影：西條彰仁）ISBN 978-4775603499
- HUG（2011年11月22日、学研マーケティング、撮影：根本好伸）ISBN 978-4054051225
- KISS（2013年8月30日、学研マーケティング、撮影：BOMB編集部、根本好伸ほか）ISBN 978-4056101713
- 溢れるものが止められなくなったのは、私のネジが馬鹿になったんだ。きっと。（2015年3月29日、ワニブックス、撮影：橋本雅司）ISBN 978-4847047398
- Hao!（2019年9月20日、ワニブックス、撮影：丸谷嘉長）ISBN 978-4847082337
- 月刊 中村静香・浸（2022年4月22日、小学館、撮影：笠井爾示）ISBN 978-4096824030

### DVD
※タイトル太字はBD版のあるもの
- ほ・ん・の・り（2006年8月30日、TAOレーベル）
- Fine（2007年2月21日、ポニーキャニオン）
- スタート（2007年6月29日、イーネット・フロンティア）
- オトナの条件（2007年12月21日、リバプール）
- しずリンピック（2008年3月28日、リバプール）
- コスプレ幽霊 紅蓮女 DVD-BOX （2008年5月21日、バップ）
- いっしょだよ。（2008年6月20日、ラインコミュニケーションズ）
- しずかな笑顔（2008年10月25日、ジーオーティー）
- しずかの夢（2009年1月23日、イーネット・フロンティア）
- 私たちの放課後シリーズVol.1・運動場編（2009年3月27日、リバプール）
- 私たちの放課後シリーズVol.2・プール編（2009年4月24日、リバプール）
- シズカライフ（2009年5月1日[45]、グラッソ）
- 私たちの放課後シリーズVol.3・体育館編（2009年5月29日、リバプール）
- History（2009年8月28日、リバプール）
- しずかな視線（2009年12月18日、リバプール）
- ぷるぷるしずか（2010年3月20日、ラインコミュニケーションズ）
- 恋はしずかに（2010年6月25日、竹書房）
- ゆらゆら刑事（2010年9月22日、イーネット・フロンティア）
- しずかに愛して（2010年12月17日、竹書房）
- ぷるぷるしずか・2（2011年3月20日、ラインコミュニケーションズ）
- 中村静香 Special DVD-BOX（2011年3月20日、ラインコミュニケーションズ）
- シズカラー（2011年6月22日、イーネット・フロンティア
- ぷるぷるしずか3（2011年9月20日、ラインコミュニケーションズ）
- しずかにゆれて（2011年12月24日、竹書房）
- d-BOMB しずかにハグして（2012年3月28日、学研パブリッシング）
- しーコレ 〜Super Extra（2012年5月20日、ラインコミュニケーションズ）
- ぷるぷるしずか4（2012年6月20日、ラインコミュニケーションズ）
- やわらかしずか（2012年9月21日、竹書房）
- しーちゃん先生（2012年12月15日、ラインコミュニケーションズ）
- にゃんダフルデイズ（2013年3月22日、イーネット・フロンティア）
- しーちゃん先輩（2013年6月20日、ラインコミュニケーションズ）
- 七色しずか（2013年9月27日、晋遊舎）
- しーパラダイス（2014年1月20日、ラインコミュニケーションズ）
- しずかに魅せられて（2014年5月30日、スパイスビジュアル）
- 一緒にいてあげるっ！（2014年8月29日、エスデジタル）
- しずかはオアシス（2014年11月20日、ラインコミュニケーションズ）
- しずかのバラ色の人生（2015年4月25日、エアーコントロール）
- しーちゃんと一緒（2015年9月26日、晋遊舎）
- しーちゃん奥さん（2015年12月15日、ラインコミュニケーションズ）
- しーちゃん スキャンダル（2016年4月25日、エアーコントロール）
- しずかの季節（2016年7月22日、竹書房）
- 甘カワしずか（2016年10月20日、ラインコミュニケーションズ）
- 約束の日（2017年1月25日、エアーコントロール）
- いけない妄想恋愛（2017年4月28日、グレイトワークス）
- クラクラしずか（2017年9月20日、ラインコミュニケーションズ）
- しずかに、そっと。（2018年1月26日、エスデジタル）
- 恋する静香（2018年4月25日、笑夢）
- ボクの初恋（2018年8月25日、エアーコントロール）

### 音楽
- プチドル隊　CD「ヤッホー！恋した的なマイハート」（2002年8月28日発売）
- 中村静香（Meeko）　「Dino Soul」「Dino Soul(古代ver)」　CD劇場版獣電戦隊キョウリュウジャーソングアルバムガブリンチョ・オブ・ミュージック収録（2013年07月31日発売）
- 中村静香（ジャスミン）　敏感探偵ジャスミン「ゴッドパイのテーマ」劇中曲

### 携帯電話
- テレビ東京　ゴッドタン　飲み姿カワイイGP（スマートフォンアプリ）
- 週刊ジョージア　「妄想カノジョ」　（スマートフォンアプリ）

- エキサイキング（公式サイト）
- 山内順仁パララ（デジタル写真集）